# Згорнє Дуплє
Згорнє Дуплє (словен. Zgornje Duplje) — поселення в общині Накло, Горенський регіон, Словенія. Висота над рівнем моря: 461 м.